# Hertha Borchert
Pour les articles homonymes, voir Borchert.
Hertha Borchert, née le 17 février 1895 à Altengamme (en) (Empire allemand) et morte le 26 février 1985 à Hambourg (Allemagne), est une écrivain allemande.

## Biographie
Hertha Salchow se marie avec Fritz Borchert avec qui elle a comme fils l'écrivain Wolfgang Borchert.